# Campionatul de fotbal din Coreea de Nord
Campionatul de fotbal din Coreea de Nord este împărțit în 3 sub-competiții:
- Highest Class Football League (Hangul: 최상급축구련맹전; Hanja: 最上級蹴球聯盟戰), fondată în 2010[1]

- Technical Innovation Contests (Hangul: 기술혁신경기; Hanja: 技術革新競技) este a doua sub-competiție nord-coreană.[2]Acesta se ține în februarie, mai și iunie.[3]

Campionatul Republicii (Hangul: 공화국선수권대회; Hanja: 共和國選手權大會) este a treia sub-competiție nord-coreană. A fost fondată în octombrie 1972 și are loc în lunile septembrie și octombrie.
Fiecare echipă nord-coreana este clasificată ca clasa 1, clasa 2 and clasa 3 (Chosŏn'gŭl; Hanja: 1급; 1級: 2급; 2級: 3급; 3級)..
Deoarece Campionatul de fotbal din Coreea de Nord nu urmează regula internațională a transferului de fotbaliști din cauza sistemului politic al țării, campioana ligii nu participă în nicio competiție organizată de AFC.

## Echipele campionatului
- 4.25 Sports Club (Nampho)
- Amrokgang Sports Club
- Chandongja Sports Club
- Haebangsan Sports Club
- Jadongcha Sports Club
- Jebi Sports Club
- Kigwancha Sports Club (Sinuiju)
- Moranbong Sports Club
- P'yōngyang City Sports Club
- Rimyongsu Sports Club
- Ryongnamsan Sports Club
- Sobaeksu Sports Club
- Sports Union
- Wolmido Sports Club
- Woonpasan Sports Club

### Campioane după competiție
| An   | Campioanele Ligii Nord-Coreene |
| ---- | ------------------------------ |
| 1985 | 4.25 Sports Club               |
| 1986 | 4.25 Sports Club               |
| 1987 | 4.25 Sports Club               |
| 1988 | 4.25 Sports Club               |
| 1989 | Ch'ŏngjin Chandongcha          |
| 1990 | 4.25 Sports Club               |
| 1991 | P'yōngyang City Sports Club    |
| 1992 | 4.25 Sports Club               |
| 1993 | 4.25 Sports Club               |
| 1994 | 4.25 Sports Club               |
| 1995 | 4.25 Sports Club               |
| 1996 | Kigwancha Sports Club          |
| 1997 | Kigwancha Sports Club          |
| 1998 | Kigwancha Sports Club          |
| 1999 | Kigwancha Sports Club          |
| 2000 | Kigwancha Sports Club          |
| 2001 | necunoscut                     |
| 2002 | 4.25 Sports Club               |
| 2003 | necunoscut                     |
| 2004 | P'yōngyang City Sports Club    |
| 2005 | P'yōngyang City Sports Club    |
| 2006 | Amrokgang Sports Club          |
| 2007 | P'yōngyang City Sports Club    |
| 2008 | P'yōngyang City Sports Club    |

### Technical Innovation Contests
- 1960-84: unknown
- 1985: 4.25 Sports Club (Nampho)
- 1986: 4.25 Sports Club (Nampho)
- 1987: 4.25 Sports Club (Nampho)
- 1988: 4.25 Sports Club (Nampho)
- 1989: Ch'ŏngjin Chandongcha
- 1990: 4.25 Sports Club (Nampho)
- 1991: P'yōngyang City Sports Club
- 1992: 4.25 Sports Club (Nampho)
- 1993: 4.25 Sports Club (Nampho)
- 1994: 4.25 Sports Club (Nampho)
- 1995: 4.25 Sports Club (Nampho)
- 1996: Kigwancha Sports Club (Sinuiju)
- 1997: Kigwancha Sports Club (Sinuiju)
- 1998: Kigwancha Sports Club (Sinuiju)
- 1999: Kigwancha Sports Club (Sinuiju)
- 2000: Kigwancha Sports Club (Sinuiju)
- 2001: Amrokgang Sports Club
- 2002: 4.25 Sports Club (Nampho)
- 2003: 4.25 Sports Club (Nampho)
- 2004: P'yōngyang City Sports Club
- 2005: P'yōngyang City Sports Club
- 2006: Amrokgang Sports Club
- 2007: P'yōngyang City Sports Club[5]
- 2008: Amrokgang Sports Club
- 2009: P'yōngyang City Sports Club

### Campionatul republicii
- 1972-00: necunoscut
- 2001: 4.25 Sports Club (Nampho)[6]
- 2002-03: necunoscut
- 2004: Rimyongsu Sports Club[7]
- 2005: necunoscut
- 2006: 4.25 Sports Club (Nampho)[8][9]
- 2007: Amrokgang Sports Club[10][11]
- 2008: Amrokgang Sports Club[12]
- 2009: Kyonggongop Sports Club[13]